# Stadio El Sadar
Lo stadio El Sadar (in spagnolo Estadio El Sadar), noto come Reyno de Navarra dal 2005 al 2013 per motivi di sponsorizzazione, è uno stadio della città spagnola di Pamplona, in Navarra.
Costruito nel 1967, ospita le partite casalinghe dell'Osasuna e può contenere fino a 23.576 spettatori.

## Storia
Inaugurato il 2 settembre 1967 con una partita tra gli spagnoli del Real Saragozza e i portoghesi del Vitória Setúbal, prese il posto del vecchio Stadio San Juan e trasse il nome dal fiume Sadar, che scorre poco a ovest della città. Poteva contenere 25 000 spettatori, di cui solo 7 000 seduti. 
Nel dicembre 2005 assunse il nome Reyno de Navarra secondo un accordo di sponsorizzazione tra il governo del Regno di Navarra e l'Osasuna, resosi necessario per risolvere la grave situazione debitoria del club. L'accordo, più volte rinnovato, è scaduto nel 2013.
Il 5 giugno 1996 ospitò un concerto di Bon Jovi. 
Nell'estate del 2015 la capienza dello stadio è stata ridotta da 19 8000 a 18 375 posti a sedere per ragioni di sicurezza. In seguito la capienza è stata ulteriormente ridotta a 17 286 posti, quella attuale.

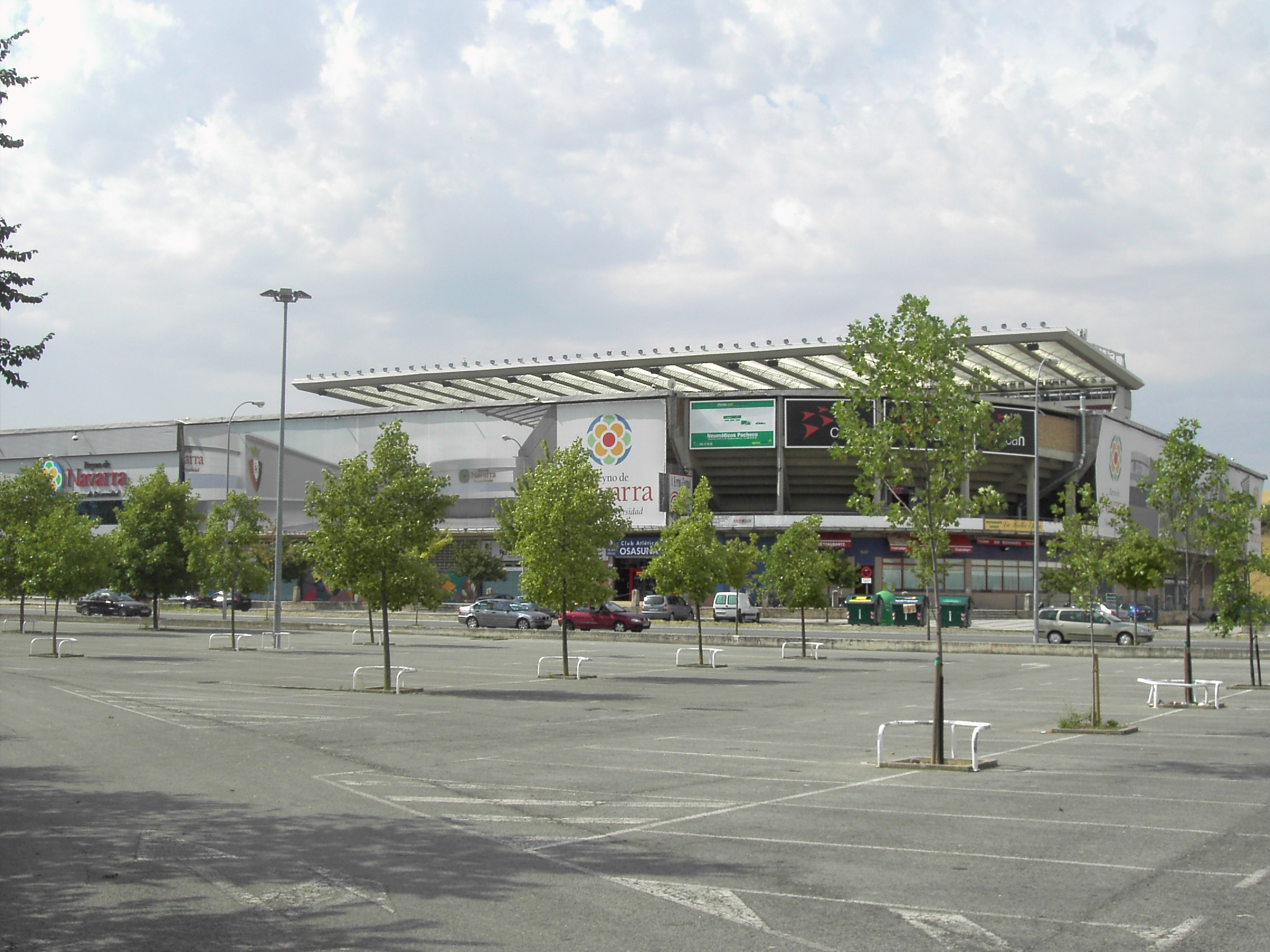
Lo stadio visto dall'esterno

## Caratteristiche
È usato principalmente per il calcio e in passato ha ospitato fino a 23 576 persone. Le dimensioni del terreno di gioco sono di 105 m x 67,5 m.